# Gottfried Mraz
Gottfried Matthäus Mraz (* 31. August 1935 in Linz; † 24. Dezember 2010 in Wien) war ein österreichischer Historiker und Archivar.

## Leben
Mraz besuchte von 1946 bis 1954 das Akademische Gymnasium in Linz. Er trat im Herbst 1954 in den Jesuitenorden ein. Von 1956 bis 1959 studierte er an der Ordenshochschule in München Pullach. Von 1959 bis 1962 arbeitete er als Erzieher am Kollegium Kalksburg in Wien. Seit Herbst 1962 studierte er Katholische Theologie an der Universität Innsbruck, wo er 1968 einer wissenschaftsgeschichtlichen Arbeit zum Dr. theol. promoviert wurde. 1965 wurde er zum katholischen Priester geweiht. Seit Herbst 1967 studierte er an der Universität Wien Geschichte, seit 1969 besuchte er den Kurs des Instituts für Österreichische Geschichtsforschung. 1971 trat er aus dem Jesuitenorden aus und ließ sich laisieren. Von 1972 bis 1976 arbeitete er für die Historische Kommission bei der Bayerischen Akademie der Wissenschaften. Er wurde 1975 in Wien zum Dr. phil. promoviert und legte 1976 die Staatsprüfung am Institut für Österreichische Geschichtsforschung ab. Seit 1976 arbeitete Mraz am Österreichischen Staatsarchiv, Abteilung Finanz- und Hofkammerarchiv, deren Direktor er von 1986 bis zur Pensionierung 1998 war, dazu war er von 1991 bis 1998 Leiter des Haus-, Hof- und Staatsarchivs. 1998 erhielt er das Große Ehrenzeichen für Verdienste um die Republik Österreich.
Mraz war Präsident der Österreichischen Gesellschaft vom Goldenen Kreuze. Er wurde am Hütteldorfer Friedhof in Wien bestattet.

## Veröffentlichungen (Auswahl)
- Die Rolle der Uhrwerke in der kaiserlichen Türkenverehrung im 16. Jahrhundert. In: Die Welt als Uhr. Deutsche Uhren und Automaten 1550–1650. Bearbeitet von Klaus Maurice und Otto Mayr. Ausstellungskataloge Bayerisches Nationalmuseum, München 1980, S. 39–54.